# スポルたん!RISE
『スポルたん!RISE』（スポルたんライズ）は、2025年4月5日から仙台放送で放送されているスポーツ情報番組。

## 概要
この概要欄の内容はスポルたん!NEO時代までのものである。
仙台市に本拠を置く以下の4つの団体を「仙台4大プロスポーツ」と称している。
- 東北楽天ゴールデンイーグルス（NPBパシフィック・リーグ）
- ベガルタ仙台（Jリーグ）
- 仙台89ERS（Bリーグ）
- センダイガールズプロレスリング（仙女）

この4団体の関連情報を中心に放送し、所属選手などをスタジオにゲストとして招いたりしていた。ただし、仙女は2009年から結んだBS民放局との契約の都合上、あまり取り上げられなくなった。また仙台放送が関わっているゴルフ、バレーボール、フィギュアスケート、アマチュアスポーツに関連した情報が多い。
宮城県が日本のプロのトップツアーの開催地となっているサーフィン・トライアスロン・マウンテンバイク、あるいは、他局が関わっている宮城県のスポーツなどは扱っていない。スキー・スノーボードなどのウインタースポーツもほとんど扱われない。またモータースポーツも、宮城県内に2つのサーキットがあり、日本グランプリの模様を仙台放送が深夜に放送しているものの、あまり扱われない。
2009年頃から2010年8月まで使用されたオープニング映像は、ユアスタ仙台の外観 → ボールを蹴る選手（梁勇基がモチーフ） → Kスタ宮城の外観 → ボールを撃つ打者（山﨑武司がモチーフ）がシルエットで描かれていた。

## 歴史
2005年4月に生放送のスポーツ情報番組「スポルたん!」としてスタート。開始当初は月曜19:00 - 19:24に放送されており、宮城県においてゴールデンタイムに放送される唯一のローカル番組であった。
番組タイトルはスポーツと牛タンを掛けたもので、メインMCの荻原次晴は番組スタート前に放送されていた番組宣伝で「スポルたんのタンは牛タンのタン」と発言していた。
中期までは複数社提供だったが、末期にはNTT DoCoMo 東北の一社提供で放送されていた。
スポルたん!としての放送は2006年3月に終了。2006年4月から速報スポルたん!と改題。改題と同時に放送時間を土曜18:30 - 19:00へと移動し、MC陣を総入れ替えするなどリニューアル。この速報スポルたん!からスポルたん!シリーズに長年携わる事になる金澤聡アナがMC陣に加わった。
速報スポルたん!としての放送は2007年1月に終了。2007年2月よりスポルたん!LIVEと改題。スポルたん!、速報スポルたん!とどちらも1年ほどで終了したがスポルたん!LIVEは不定期にリニューアルをしつつも12年2ヶ月とスポルたん!シリーズ史上最も長く続いた番組となった。
スポルたん!LIVEとしての放送は2019年3月に終了し、2019年4月よりスポルたん!NEOへと改題。長年メインMCを務めた金澤アナが卒業し後任には若手の牧広大アナ、そしてスポルたん!LIVE末期からMCを務めた若手の西ノ入菜月アナと世代交代を前面に押し出したが後に金澤アナは牧アナと交代する形でMCに復帰している。
シリーズ放送開始から20年の節目を迎えた2025年3月にスポルたん!NEOとしての放送が終了。2025年4月よりスポルたん!RISEに改題。宮城のスポーツ情報を伝えるというコンセプトこそ変わっていないが
- 放送時間が従来の土曜18:30 - 19:00から土曜11:25 - 11:50に移動。
- シリーズ開始以来生放送のスポーツ情報番組として放送してきたが、生放送を取りやめ番組全体が事前収録されたVTRのみで構成された収録番組へ変更。

このように大幅なリニューアルが施されている。

## 出演者

### メインキャスター（MC）
- 下山由城（仙台放送アナウンサー）

2025年4月5日から出演。
- 千坂紗雪（仙台放送アナウンサー）

2025年4月5日から出演。

### 過去の出演者
- 荻原次晴（元ノルディック複合日本代表）

スポルたん!時代のメインMC。
- 出射由佳（出演当時 仙台放送アナウンサー）

スポルたん!時代のアシスタントMC。
- 山崎バニラ（大正琴の弾き語りによる活動弁士）

スポルたん!時代のナレーター。
- 金澤聡（仙台放送アナウンサー）

スポルたん!シリーズでは2006年4月の速報!スポルたん時代からスポルたん!LIVEが終了した2019年3月までMCを担当。番組卒業後はスポーツ実況に専念していたが2021年4月よりMCに復帰しスポルたん!NEOが終了した2025年3月までMCを務めた。
- 早坂牧子（出演当時 仙台放送アナウンサー）

速報スポルたん!時代のアシスタントMC。
- 原英里奈（出演当時 仙台放送アナウンサー）

速報スポルたん!時代のアシスタントMC。
- 板垣龍佑（出演当時 仙台放送アナウンサー）

スポルたん!LIVE時代にウィークリーダイジェストを担当していた。2009年にテレビ東京へ移籍。
- 小島くるみ（芸能人女子フットサル選手）

スポルたん!LIVE 初代女性MC。出演期間は2007年2月から2009年12月。
- 新海史子（出演当時 プロアイススケーター）

スポルたん!LIVE 2代目女性MC。出演期間は2010年1月から2011年3月。2011年4月より新潟放送アナウンサー。
- 渕上彩夏（モデル）

スポルたん!LIVE 3代目女性MC。出演期間は、2011年4月から2016年3月。
- 山根千佳（タレント、モデル、好角家）「NHK大相撲中継」にロケリポーターとして出演有り。

スポルたん!LIVE 4代目女性MC。出演期間は2016年4月から2018年6月30日。
- 西ノ入菜月（仙台放送アナウンサー）

スポルたん!LIVE 5代目女性MC。スポルたん!NEOでも引き続きMCを務めた。出演期間は2018年7月7日から2025年3月30日。
- 牧広大（出演当時仙台放送アナウンサー）

スポルたん!NEOに改題した2019年4月から2021年3月までMCを務めた。

### 選手以外の主なゲスト
イーグルスの中継やベガルタの中継のため宮城県を訪れたスポーツ解説者がよく出演している。
| 名前       | 競技     | コーナー名             |
| ---------- | -------- | ---------------------- |
| 池山隆寛   | 野球     | 「ブンブンZOOM!」      |
| 岩本輝雄   | サッカー | 「Tell me! VEGALTA」   |
| 江本孟紀   | 野球     | 「エモ斬り!」          |
| 齊藤明雄   | 野球     | 「サイトーーク」       |
| 清水秀彦   | サッカー |                        |
| 田尾安志   | 野球     | 「TAOチェック」        |
| 高木豊     | 野球     |                        |
| 達川光男   | 野球     |                        |
| 千葉直樹   | サッカー | 「NAOKI!のとってOki!」 |
| 都並敏史   | サッカー | 「知ってるつなみ?!」   |
| パンチ佐藤 | 野球     | 「パンチDEチェック」   |
| 広澤克実   | 野球     | 「教えてMr.解説者」    |
| 藤川孝幸   | サッカー | 「俺の話を聞け!」      |

- 川村ゆきえ

スポーツランドSUGOでのSUPER GT第5戦を取材するため宮城県を訪れた川村が、2008年7月26日にスタジオゲストとして出演した。同番組でカーレースの話題が取り上げられ、また、グラビアアイドルが出演したのは番組始まって以来の異例のこと。
- 足立梨花

「2010 Jリーグ特命PR部女子マネージャー」として翌日開催のベガルタ仙台vs.名古屋グランパスエイトに来場する足立が、2010年5月8日にスタジオゲストとして出演。
- 稀勢の里寛、若の里忍、輝大士

翌日開催の大相撲仙台場所の宣伝で、2015年8月15日にスタジオゲストとして出演。

## 主なコーナー
毎週あるコーナー
- ウィークリーダイジェスト

不定期
なおちゃんねる
楽天イーグルス渡辺直人コーチがMC。選手をゲストに招くトーク企画
過去のコーナー
- くるみ泣き
- 仙女ブログ

## 特別番組
- 「スポルたん!LIVEスペシャル」

楽天イーグルスやベガルタ仙台の試合中継。
- 「Midnightスポルたん!」

2007年3月31日 25:45から26:15（4月1日 1:45から2:15）に放送。小島くるみが所属する芸能人フットサルチーム「carezza」6名のみが出演して生放送を行った。
- 「スポルたん!LIVE 年末スペシャル ドラマチック2007」

2007年12月29日 12:00から12:55に放送。2007年の宮城県のスポーツ総集編。田中将大や千葉直樹のインタビューなど。
- 「スポルたん!LIVEスペシャル　感動をありがとう!年忘れ大納会」

2009年12月19日 16:25から17:25に放送。2009年の宮城県のスポーツ総集編。同番組を最後に小島くるみが産休に入るため降板した。
- 「スポルたん!LIVEスペシャル　リーグ優勝おめでとう東北楽天ゴールデンイーグルス」

2013年9月26日 24:45から25:15（9月27日 0:45から1:15）に放送。
- 「スポルたん!LIVEスペシャル　日本一おめでとう!!東北楽天ゴールデンイーグルス」

2013年11月3日 25:10から25:40（11月4日 1:10から1:40）に放送。
- 「スポルたん!LIVE　東北楽天ゴールデンイーグルス日本一スペシャル」

2013年11月9日 16:30から17:30に放送。いつもより2時間早めて始まって30分拡大放送。楽天イーグルスの創設から日本一までの道のりや、岡山県倉敷市で秋季キャンプ中の藤田一也と則本昂大が中継ゲストとして出演。
- 「スポルたん!LIVEスペシャル　完全生中継!楽天イーグルス優勝パレード」

2013年11月24日 10:35から11:30に放送。

## その他
- 春の高校バレー宮城県大会・決勝が行われる日が土曜の場合、人員・機材の関係で放送が休止となる。その際、前週のエンディングで断りのコメントを入れる。代替番組はフジテレビで同時間に放送されている『イタズラジャーニー』を同時ネットせず、別番組で穴埋めする。
- 2011年3月11日に発生した東北地方太平洋沖地震（東日本大震災）の影響で、3月12日から4月9日までの5回分の放送を休止した。そのため、アシスタントMCであった新海史子の最後の出演予定日の放送も無くなり、降板のあいさつが出来なかった。また、新アシスタントMCである渕上彩夏の最初の出演予定日の放送も無くなり、2011年4月16日の放送再開日にあいさつをした。